# ميدفورد (ماساتشوستس)
ميدفورد (بالإنجليزية: Medford, Massachusetts)‏ هي مدينة تقع في الولايات المتحدة في مقاطعة ميدلسيكس (ماساشوستس). يقدر عدد سكانها بـ 56,173 نسمة ومساحتها 22.4 كم2 ووترتفع عن سطح البحر 4 متر.

## التركيبة السكانية
حدّد مكتب تعداد الولايات المتحدة بيانات التركيبة السكانية لميدفورد في تعداد الولايات المتحدة. في ما يلي، التركيبة السكانية حسب تعدادي 2000 و2010.

### تعداد عام 2000
بلغ عدد سكان ميدفورد 55,765 نسمة بحسب تعداد عام 2000، وبلغ عدد الأسر 22,067 أسرة وعدد العائلات 13,494 عائلة مقيمة في المدينة. في حين سجلت الكثافة السكانية 2,486.2 نسمة لكل كيلومتر مربع (6,439.2/ميل2). وبلغ عدد الوحدات السكنية 22,687 وحدة بمتوسط كثافة قدره 1,011.5 لكل كيلومتر مربع (2,619.8/ميل2).
وتوزع التركيب العرقي للمدينة بنسبة 86.45% من البيض و6.10% من الأمريكيين الأفارقة و0.11% من الأمريكيين الأصليين و3.87% من الأمريكيين ذوي الأصول الآسيوية و0.03% من سكان جزر المحيط الهادئ و1.14% من الأعراق الأخرى و2.30% من عرقين مختلطين أو أكثر و2.59% من الهسبانيون أو اللاتينيون من أي عرق.
بلغ عدد الأسر 22,067 أسرة كانت نسبة 25.5% منها لديها أطفال تحت سن الثامنة عشر تعيش معهم، وبلغت نسبة الأزواج القاطنين مع بعضهم البعض 45.6% من أصل المجموع الكلي للأسر، ونسبة 11.8% من الأسر كان لديها معيلات من الإناث دون وجود شريك، بينما كانت نسبة 3.8% من الأسر لديها معيلون من الذكور دون وجود شريكة وكانت نسبة 38.8% من غير العائلات. تألفت نسبة 28.7% من أصل جميع الأسر من عدة أفراد يعيشون في نفس المنزل ونسبة 12.4% كانت تتألف من شخص يعيش بمفرده يبلغ من العمر 65 عاماً أو أكثر. وبلغ متوسط حجم الأسرة المعيشية 2.43، أما متوسط حجم العائلات فبلغ 3.04.
بلغ العمر الوسطي للسكان 37.5 عاماً. وكانت نسبة 17.9% من القاطنين تحت سن الثامنة عشر، وكانت نسبة 8.3% بين الثامنة عشر والرابعة والعشرين عاماً، ونسبة 32.4% كانت واقعةً في الفئة العمرية ما بين الخامسة والعشرين والرابعة والأربعين عاماً، ونسبة 21.1% كانت ما بين الخامسة والأربعين والرابعة والستين، ونسبة 16.4% كانت ضمن فئة الخامسة والستين عاماً فما فوق. يوجد لكل 100 أنثى 89.1 ذكر، ويوجد لكل 100 أنثى في الثامنة عشر من عمرها فما فوق 86.2 ذكر.
بلغ متوسط دخل الأسرة في المدينة 52,476 دولارًا، أما متوسط دخل العائلة فبلغ 62,409 دولارًا. وكان متوسط دخل الذكور 41,704 دولارًا مقابل 34,948 دولارًا للإناث. وسجل دخل الفرد الخاص بالمدينة 24,707 دولارًا. وكانت نسبة 4.1% من العائلات ونسبة 6.4% من السكان تحت خط الفقر، وكان من هؤلاء نسبة 6.1% تحت سن الثامنة عشر ونسبة 7.4% في الخامسة والستين من العمر وما فوق.

### تعداد عام 2010
بلغ عدد سكان ميدفورد 56,173 نسمة بحسب تعداد عام 2010، وبلغ عدد الأسر 22,810 أسرة وعدد العائلات 13,207 عائلة مقيمة في المدينة. في حين سجلت الكثافة السكانية 2,504.4 نسمة لكل كيلومتر مربع (6,486.4/ميل2). وبلغ عدد الوحدات السكنية 24,046 وحدة بمتوسط كثافة قدره 1,072 لكل كيلومتر مربع (2,776.5/ميل2).
وتوزع التركيب العرقي للمدينة بنسبة 78.57% من البيض و8.79% من الأمريكيين الأفارقة و0.22% من الأمريكيين الأصليين و6.88% من الأمريكيين ذوي الأصول الآسيوية و0.01% من سكان جزر المحيط الهادئ و2.84% من الأعراق الأخرى و2.68% من عرقين مختلطين أو أكثر و4.36% من الهسبانيون أو اللاتينيون من أي عرق.
بلغ عدد الأسر 22,810 أسرة كانت نسبة 24.6% منها لديها أطفال تحت سن الثامنة عشر تعيش معهم، وبلغت نسبة الأزواج القاطنين مع بعضهم البعض 42.5% من أصل المجموع الكلي للأسر، ونسبة 11.4% من الأسر كان لديها معيلات من الإناث دون وجود شريك، بينما كانت نسبة 4% من الأسر لديها معيلون من الذكور دون وجود شريكة وكانت نسبة 42.1% من غير العائلات. تألفت نسبة 29.6% من أصل جميع الأسر من عدة أفراد يعيشون في نفس المنزل ونسبة 11.1% كانت تتألف من شخص يعيش بمفرده يبلغ من العمر 65 عاماً أو أكثر. وبلغ متوسط حجم الأسرة المعيشية 2.38، أما متوسط حجم العائلات فبلغ 3.00.
بلغ العمر الوسطي للسكان 37.7 عاماً. وكانت نسبة 16.6% من القاطنين تحت سن الثامنة عشر، وكانت نسبة 11.5% بين الثامنة عشر والرابعة والعشرين عاماً، ونسبة 31.7% كانت واقعةً في الفئة العمرية ما بين الخامسة والعشرين والرابعة والأربعين عاماً، ونسبة 24.9% كانت ما بين الخامسة والأربعين والرابعة والستين، ونسبة 15.2% كانت ضمن فئة الخامسة والستين عاماً فما فوق. وتوزع التركيب الجنسي للسكان بنسبة 47.8% ذكور و52.2% إناث.

## أعلام
- ماري كاريو
- جوليان نيكلسون
- بيل أندرسون
- بول ثيروكس
- صموئيل ك. لورانس
- كليفورد شال
- توم دالي
- جون بروكس
- ماريا مينونوس
- ليديا ماريا تشايلد